# Bullertjärnen, Hälsingland
Bullertjärnen är en sjö i Ljusdals kommun i Hälsingland och ingår i Ljusnans huvudavrinningsområde.